# باك ريد
باك ريد (بالإنجليزية: Buck Read)‏ هو مدرب كرة سلة أمريكي، ولد في 8 فبراير 1880 في ساكسموندهام ‏ في المملكة المتحدة، وتوفي في 15 أغسطس 1970 في شاطئ نيوبورت في الولايات المتحدة.